# Lev Aronin
Lev Solomonovič Aronin (in russo Лев Соломонович Аронин?; Kujbyšev, 20 luglio 1920 – Mosca, 3 ottobre 1983) è stato uno scacchista sovietico.
Fu uno dei più forti giocatori dell'Unione Sovietica del ventennio 1946-1965, ma non gli fu mai permesso di partecipare a tornei all'estero. Probabilmente anche a causa di ciò, non diventò mai grande maestro. La FIDE lo nominò maestro internazionale nel 1950, anno di istituzione del titolo.
Il suo stile di gioco era spiccatamente posizionale, ma quando la posizione lo permetteva era capace di notevoli combinazioni.
Era uno dei maggiori esperti della difesa est-indiana, alla quale diede notevoli contributi teorici.
La variante Aronin-Tajmanov dell'est-indiana, oggi molto popolare, porta il suo nome e quello di Mark Tajmanov:
 1.d4 Cf6 2.c4 g6 3.Cc3 Ag7 4.e4 d6 5.Cf3 0-0 6.Ae2 e5 7.0-0 Cc6  (ECO E97-E99) 
Di professione Lev Aronin era un meteorologo.

## Principali risultati
- 1945: vince a Erevan con 12/15 un torneo di qualificazione sl campionato sovietico,
- 1946: secondo a Tbilisi dietro Anatolij Ufimcev nella semifinale del campionato sovietico; vince il torneo di Kaunas;
- 1947: pari primo a Leningrado con Tajmanov nella semifinale del campionato sovietico;
- 1947: vince il camp. della regione di Mosca, con 8,5/10; 2º a Kujbyšev nel campionato russo, dietro a Nikolaj Novotelnov;
- 1948: vince ancora il campionato della regione di Mosca;
- 1950: vince a Gor'kij la semifinale del campionato sovietico; sempre a Gor'kij è 2º-4º nel camp. russo, vinto da Rašid Nežmetdinov;
- 1950: 2º-4º nel 18º campionato sovietico di Mosca (vinto da Paul Keres);
- 1952: vince a Tula il campionato russo, alla pari con Nikolaj Krogius
- 1956: pari primo a Leningrado con Boris Spasskij, Aleksandr Toluš, Abram Chasin e Konstantin Klaman;
- 1957: secondo nella semifinale del campionato sovietico di Tbilisi, dietro a Tajmanov
- 1961: 4º nel torneo di Mosca (vinse Vasjukov davanti a Smyslov e Ólafsson)
- 1965: vince il campionato di Mosca.